# To Violate the Oblivious
To Violate the Oblivious — четвертий студійний альбом блек-метал гурту Xasthur, виданий шведським лейблом Total Holocaust Records у липні 2004 р. За рік американська фірма звукозапису Moribund Records видала ремастер. Також 2005 року німецький лейбл Perverted Taste випустив реліз обмеженим накладом на двох грамплатівках. Логотип: Blood Moon Ausar. Усі інструменти, вокал, слова та музика: Malefic. Фото й макет: THR/Хакан Йонсон.

## Список пісень
| #  | Назва                                 | Тривалість |
| -- | ------------------------------------- | ---------- |
| 1. | «Intro»                               | 2:06       |
| 2. | «Xastur Within»                       | 6:14       |
| 3. | «Dreams Blacker Than Death»           | 5:24       |
| 4. | «Screaming at Forgotten Fears»        | 8:24       |
| 5. | «Consumed by a Dark Paranoia»         | 3:40       |
| 6. | «Marked by Shadows»                   | 6:43       |
| 7. | «Apparitional Void of Failure»        | 4:37       |
| 8. | «A Gate Through Bloodstained Mirrors» | 12:06      |
| 9. | «Walker of Dissonant Worlds»          | 5:40       |

| Бонус-трек американського видання | Бонус-трек американського видання | Бонус-трек американського видання |
| #                                 | Назва                             | Тривалість                        |
| --------------------------------- | --------------------------------- | --------------------------------- |
| 10.                               | «Reflecting Hateful Energy»       | 5:40                              |

| Бонус-треки німецького видання | Бонус-треки німецького видання                  | Бонус-треки німецького видання |
| #                              | Назва                                           | Тривалість                     |
| ------------------------------ | ----------------------------------------------- | ------------------------------ |
| 10.                            | «Reflecting Hateful Energy»                     | 5:49                           |
| 11.                            | «At the Pagan Samhain» (кавер-версія Graveland) | 8:10                           |